# Samoa nos Jogos Olímpicos de Verão da Juventude de 2010
Samoa participou dos Jogos Olímpicos de Verão da Juventude de 2010 em Singapura. Sua delegação foi composta de apenas três atletas, que competiram em igual número de esportes.

## Atletismo
| Evento          | Atleta       | Qualificação | Qualificação | Final     | Final        |
| Evento          | Atleta       | Resultado    | Posição      | Resultado | Posição      |
| --------------- | ------------ | ------------ | ------------ | --------- | ------------ |
| 100 m masculino | Emau Toluono | 12.17        | 32º (6º q5)  | 12.17     | 2º (Final D) |

## Halterofilismo
| Evento                 | Atleta          | Peso corporal (kg) | Arranque (kg) | Arranque (kg) | Arranque (kg) | Arranque (kg) | Arremesso (kg) | Arremesso (kg) | Arremesso (kg) | Arremesso (kg) | Total (kg) | Pos. final |
| Evento                 | Atleta          | Peso corporal (kg) | 1             | 2             | 3             | Res.          | 1              | 2              | 3              | Res.           | Total (kg) | Pos. final |
| ---------------------- | --------------- | ------------------ | ------------- | ------------- | ------------- | ------------- | -------------- | -------------- | -------------- | -------------- | ---------- | ---------- |
| Mais de 63 kg feminino | Iuniarra Simanu | 96,16              | 80            | 85            | 85            | 85            | 105            | 110            | 110            | 105            | 190        | 8º         |

## Natação
| Evento               | Atleta          | Qualificação | Qualificação | Final       | Final   |
| Evento               | Atleta          | Resultado    | Posição      | Resultado   | Posição |
| -------------------- | --------------- | ------------ | ------------ | ----------- | ------- |
| 50 m livre feminino  | Rohane Crichton | 31.74        | 52º (8º q5)  | Não avançou |         |
| 50 m costas feminino | Rohane Crichton | 35.30        | 20º (7º q2)  | Não avançou |         |